# Аксентьевская (Бабаевский район)
Аксе́нтьевская — деревня в Бабаевском районе Вологодской области России.
Входит в состав Центрального сельского поселения (с 1 января 2006 года по 13 апреля 2009 года была центром Верхнего сельского поселения), с точки зрения административно-территориального деления — центр Верхнего сельсовета.
Расположена на левом берегу реки Колошма. Расстояние до районного центра Бабаево по автодороге — 107 км, до центра муниципального образования деревни Киино по прямой — 14 км. Ближайшие населённые пункты — Аганино, Верхний Конец, Новая Деревня.
Население по данным переписи 2002 года — 60 человек (29 мужчин, 31 женщина). Преобладающая национальность — русские (93 %).